# Åkerman (släkt)
Åkerman var en svensk adelsätt, med landshövding i Västernorrlands län Fredrik Åkerman, vilken adlades 1843, enligt § 37  i 1809 års regeringsform och introducerad 1844. Den adlade Fredrik Åkerman avled 1877, varmed ätten utdog.

## Släkttavla
1. Erik Åkerman, född 1653. Kanslist i Stockholm. Licentförvaltare i Riga. Tullförvaltare och tullinspektor i Viborg. Borgmästare i Viborg. 1721–1723 och 1728. Död 1739. Gift med Maria von Elswich, född 1660, död 1729, dotter av inspektoren vid järnvägen i Stockholm, Helmich von Elswich och Maria Rothlöben.
  1. Erik Helmich Åkerman, född 1690 i Stockholm. Volontär vid Björneborgs läns infanteribataljon 1708-01-00. Korpral därstedes samma år. Förare vid karelska infanteriregementet 1709. Sergeant därstedes 1710. Kornett vid Upplands stånddragonregemente 1713-10-06. Kornett vid Bohusläns dragonregemente 1717-07-03. Löjtnant därstedes 1718-05-19. Avsked 1720-09-15. Återinträdde i tjänst 1723. Premiärlöjtnant vid regementet 1743-03-30. Regementskvartermästare därstedes 1747-01-28. RSO 1751-04-28. Kapten i regementet 1752-10-30. Kompanichef 1759-09-07. Avsked 1762-09-13. Död 14 oktober 1762. Ägde Tofta i Lycke socken, Göteborgs och Bohus län. Gift 1) med Margareta Lehmann, dotter av majoren vid garnisonsregementet i Malmö, Erasmus Christian Lehmann. Gift 2) med Lena Greta Hasselberg , född 1713, död 1786-05-25 Harås.
    1. Fredrik Magnus Åkerman, född 1754. Landskamrerare i Göteborgs och Bohus län. Död 1830-04-20 i Göteborg. Ägde hus i nämnda stad, Ellesbo på Hisingen och del i Forsbacka bruk i Mo socken, Älvsborgs län. Gift 1785-10-09 i Göteborg med Ingeborg Oterdahl, född 1761, död 1825, dotter av handlanden i Göteborg, direktören för Grönländska kompaniet Anders Oterdahl och Dorotea Matsen.
      1. Fredrik Åkerman, adlad Åkerman, född 1800-12-16 i Göteborg. Student vid Uppsala universitet. Kansliexamen därstedes 1818. Extra ordinarie kanslist vid kunglig Majestäts kansli samma år 17/12. Hovrätts- och kameralexamen 1819. Auskultant i Svea hovrätt s. å. 12/10. Vice häradshövding 1825-01-31. Extra ordinarie notarie i nämnda hovrätt s. å. 22/2. Extra ordinarie fiskal därstedes samma år 1/12. Häradshövdings n. h. o. v. 1829-03-13. Ordinarie fiskal i samma hovrätt s. å. 23/6. Assessor därstedes 1832-05-26. Fullmäktig i järnkontoret 1834–1841. Hovrättsråd 1840-12-21. T. f. landshövding i Västernorrlands län 1841-08-28. Ledamot av lagberedningen s. å. Landshövding i nämnda län 1842-03-09. RNO s. å. 28/7. LLA 1843. Adlad samma år 10 juli enl. 37 § R.F. (introducerad 1844 under nr 2320). Efter universitetsexamen vid 18 års ålder började Åkerman som . Han blev  1840 och landshövding i Västernorrlands län 1842. Han adlades 1843. I Riddarhuset tillhörde han de grå, som försökte medla mellan höger och vänster. 1844 skrev han ett förslag till representationsreform och han stödde förslaget 1866. Åkerman blev kommendör med stora korset av Nordstjärneorden 28 april 1858, fick storkorset av Kungliga Danska Dannebrogsorden samt storkorset av S:t Olofs orden.[1] Han var ledamot av Kungliga Lantbruksakademien.KNO 1850-06-26. President i bergskollegium 1851-12-20. Direktör vid lantbruksakademien 1856-01-15–1857-12-04. President i kommerskollegium 1856-11-11. HLLA 1858. KmstkNO s. å. 28/4. KDDO1gr s. å. 26/7. StkDDO s. å. 31/10. StkNS:tOO 1864-11-05. Avsked från presidentsämbetet 1866-03-23. Död barnlös 1877-05-02 i Stockholm och slöt således själv sin adliga ätt. Ägde Mälsåker i Ytterselö socken, Södermanlands län 1853–1869. Gift 1835-04-27 i Stockholm med Henriette Josefine Benedicks, född 1816-02-27 i nämnda stad, död där 1873-05-24, dotter av grosshandlaren i Stockholm Vilhelm Benedicks och Josetine Seligmann.[2]